# Chlidanthus fragrans
Chlidanthus fragrans (Klenodlilja) är en amaryllisväxtart som beskrevs av Herb.. Chlidanthus fragrans ingår i släktet Chlidanthus och familjen amaryllisväxter.
Artens utbredningsområde är Peru. Inga underarter finns listade i Catalogue of Life.

## Bildgalleri

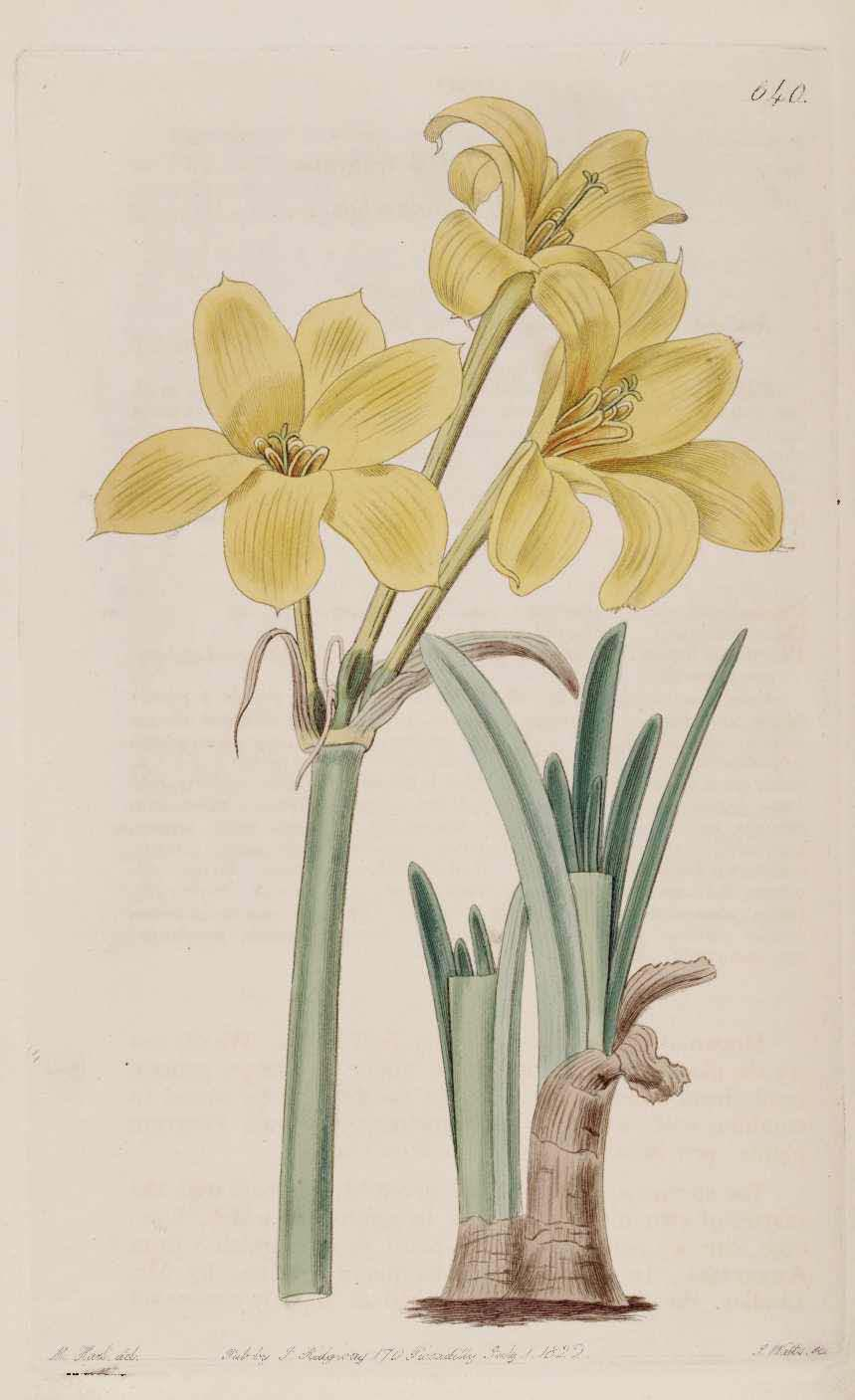